# Aulacus belairensis
Aulacus belairensis är en stekelart som beskrevs av Jennings, Austin och Stevens 2004. Aulacus belairensis ingår i släktet Aulacus och familjen vedlarvsteklar. Inga underarter finns listade.